# Les Trois Petits Loups
Pour plus de détails, voir Fiche technique et Distribution.
Les Trois Petits Loups (Three Little Wolves) est un court métrage d'animation américain de la série des Silly Symphonies, réalisé par David Hand, produit par Walt Disney, pour United Artists, sorti le 18 avril 1936.
Ce film est le troisième épisode de la série débutant par Les Trois Petits Cochons (1933), basé sur le conte folklorique homonyme. Les autres épisodes sont Le Grand Méchant Loup (1934) et Le Cochon pratique (1939).

## Synopsis
Le grand méchant loup apprend à trois petits loups les bases de leur nourriture et de la cuisine, principalement du cochon. Du côté des porcins, Naf-Naf finit l'installation du Pacificateur de loup tandis que les deux autres petits cochons jouent à crier au loup sur leur frère. Mais le loup arrive déguisé, capture les deux joueurs et les enferme dans son antre...

## Fiche technique
- Titre original : Three Little Wolves
- Autres titres[2] :
  -  Allemagne : Die Drei kleinen Wölfe
  -  France : Les Trois Petits Loups
  -  Suède : Tre små vargar
- Série : Silly Symphonies
- Réalisateur : David Hand assisté[3] de Jack Cutting
- Scénario : Bill Cottrell, Joe Grant, Bob Kuwahara[3]
- Animateurs[3] : Norman Ferguson, Fred Moore, Eric Larson, Bill Roberts
- Layout :  Ferdinand Horvath
- Décors : Mique Nelson
- Producteur : Walt Disney
- Distributeur : United Artists
- Date de sortie : 14 avril[2],[4] ou 18 avril 1936
- Autres dates[3]:
  - Annoncée : 18 avril 1936
  - Première mondiale : 18 au 24 avril 1936 au Majestic de Dallas, en première partie des Temps modernes de Charlie Chaplin
  - Première à Los Angeles : du 8 au 14 mai 1936 au Grauman's Chinese Theatre en première partie de Moonlight Murder d'Edwin Marin et de Robin des Bois d'El Dorado de William Wellman
  - Première à New York : du 28 mai au 10 juin 1936 au Radio City Music Hall en première partie de Sa Majesté est de sortie de Josef von Sternberg
- Format d'image : couleur (Technicolor[2])
- Son : Mono (RCA Sound System[2])
- Musique[3] : Frank Churchill
  - Extrait de Who's Afraid of the Big Bad Wolf (1933) de Frank Churchill
  - Extrait de It's das nicht ein Schnitzel Baum? (trad.)
- Durée : 9 min 20 s
- Langue : (en)
- Pays :  États-Unis

## Distribution

### Voix originales
- Alice Ardell[3] : petit cochon et petit loup
- Billy Bletcher : Big Bad Wolf
- Pinto Colvig : Practical Pig
- Dorothy Compton[2] : Fifer Pig
- Mary Moder[2] : Fiddler Pig
- Leone Ledoux[3] : petit loup

### Voix françaises
- Camille Guérini : Le Grand Méchant Loup

## À noter
- Le film a été le premier de Disney à avoir été projeté en première partie de deux films au Radio City Music Hall de New York, d'abord du 28 mai au 10 juin 1936 avec Sa Majesté est de sortie de Josef von Sternberg puis du 11 au 17 juin 1936 avec Private Number de Roy Del Ruth [3].
- À l'origine, le film aurait dû sortir avant Broken Toys (14 décembre 1935) et  Elmer l'éléphant (28 mars 1936) mais l'ordre fut inversé pour permettre la sortie de Broken Toys à la période de Noël [3].
- Grand Loup chante avec l'accent allemand (qui pour les Américains de l'époque, évoque le nazisme) une parodie de la chanson Schnitzelbank, populaire dans les brasseries germaniques[5].